# Jörg Mayr
Jörg Mayr (* 3. Januar 1970 in Füssen) ist ein ehemaliger deutscher Eishockeyspieler, der mit den Kölner Haien zweimal die deutsche Meisterschaft gewann.

## Karriere

### Vereine
Das Eishockeyspielen erlernte Jörg Mayr in seiner bayrischen Heimat beim EV Füssen. Dort spielte der defensivstarke Verteidiger viele Jahre in den verschiedenen Jugendmannschaften und später auch zwei Jahre in der Profimannschaft in der 2. Bundesliga. Zur Spielzeit 1989/90 entschied er sich zu einem Wechsel in die 1. Bundesliga zu den Kölner Haien. Nach seinem ersten Jahr in der höchsten deutschen Spielklasse hatte er sich bereits als Stammspieler etabliert, wurde zum besten Nachwuchsverteidiger der Liga gewählt und debütierte beim Deutschland-Cup 1990 in der Nationalmannschaft.
Nach vier weiteren Jahren, in denen der Linksschütze mit den Haien zweimal Vizemeister wurde, erreichte er mit dem KEC in der Saison 1994/95 erneut das Finale der Play-offs. Dieses gewannen die Haie gegen den EV Landshut im entscheidenden fünften Spiel und Jörg Mayr gewann – als Kapitän der Haie – seinen ersten Titel. Im Dezember 1995 unterlag Jörg Mayr mit den Haien im Europacup-Finale Jokerit Helsinki nach Verlängerung und Penaltyschießen. 1996 verlor er mit dem KEC das Finale gegen die Düsseldorfer EG. In den Jahren danach erlitt Mayr mehrfach Verletzungen, die ihn zumeist in den entscheidenden Saisonphasen außer Gefecht setzten. 1999 gewann Jörg Mayr mit den Haien den Spengler Cup in Davos.
Nachdem er 2000 sein insgesamt viertes Finale mit den Haien verloren hatte, diesmal gegen die München Barons, gewann er zwei Jahre später seine zweite Meisterschaft. Allerdings konnte er in den Playoffs nicht eingreifen, da er sich bei den Olympischen Spielen in Salt Lake City einen Kieferbruch zugezogen hatte, bei dem er auch mehrere Zähne verlor. Aufgrund dieser Verletzung beendete er nach der Saison seine aktive Karriere. Die Rückennummer 6, die er 13 Jahre lang bei den Haien trug, wird seitdem vom KEC nicht mehr an Spieler vergeben. Zudem hängt ein Trikot von ihm unter dem Dach der Lanxess Arena.

### Nationalmannschaft
Seine ersten Einsätze für eine Auswahl des Deutschen Eishockey-Bundes erhielt Jörg Mayr bei der U-20-Europameisterschaft 1987. Auch bei den Juniorenweltmeisterschaften 1989 und 1990 spielte er für die deutsche Juniorenauswahl. Sein erstes Turnier in der A-Mannschaft war die Weltmeisterschaft 1991. Im Laufe seiner Karriere spielte Mayr zudem bei den Weltmeisterschaften 1992, 1993, 1994 (als Kapitän), 1999 und 2001. Ebenso hat er für das deutsche Team an den Olympischen Spielen 1992, 1994 und 2002 teilgenommen.
Nach dem Ende seiner Laufbahn als Eishockeyspieler, wurde Jörg Mayr, der Rechtswissenschaft studiert hat, als Rechtsanwalt in einer Düsseldorfer Kanzlei tätig. Seit Sommer 2007 arbeitet Jörg Mayr in einer Kölner Kanzlei für Bau- und Insolvenzrecht.

## Erfolge und Auszeichnungen
- 2002 Teilnahme am DEL All-Star Game

## Statistik
- 1. Bundesliga/DEL: 641 Spiele, 44 Tore, 182 Vorlagen, 630 Strafminuten
- Nationalmannschaft: 121 Spiele, 6 Tore, 14 Vorlagen, 58 Strafminuten